# Vilaine
Vilaine (bretonsko Gwilen) je reka v zahodnofrancoski zgodovinski pokrajini Bretanji, dolga 225 km. Izvira pri kraju Juvigné, sprva teče proti zahodu, nato se za mestom Rennes preusmeri na jug, na koncu pa se pri Tréhiguierju izliva v Biskajski zaliv.

## Geografija

### Porečje
- Ille
- Meu
- Seiche
- Semnon
- Chère
- Don
- Oust
- Isac
- Cantache

### Departmaji in kraji
Reka Vilaine teče skozi naslednje departmaje in kraje:
- Mayenne
- Ille-et-Vilaine: Vitré, Châteaubourg, Cesson-Sévigné, Rennes, Bruz, Redon
- Loire-Atlantique
- Morbihan: La Roche-Bernard